# Euphorbia rossii

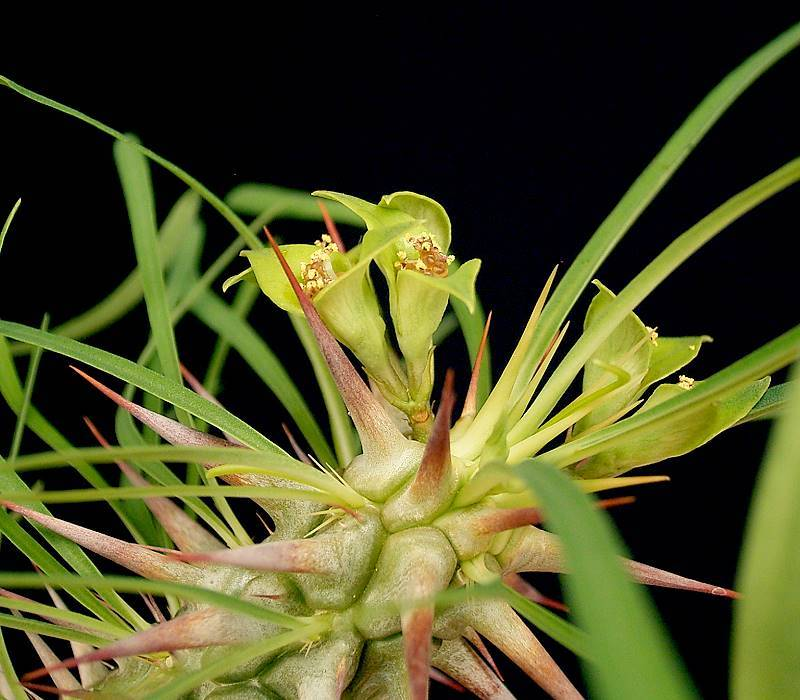
Blütendetail

Euphorbia rossii ist eine Pflanzenart aus der Gattung Wolfsmilch (Euphorbia) in der Familie der Wolfsmilchgewächse (Euphorbiaceae). Benannt ist die Art nach Erich Ross aus Heidelberg, einem Förderer der Erforschung madagassischer Pflanzen.

## Beschreibung
Die sukkulente Euphorbia rossii bildet Sträucher bis 1 Meter Höhe aus, die sich aus einer knolligen Wurzel stark an der Basis verzweigen. Es wird ein kurzes Stämmchen mit 3 Zentimeter Durchmesser ausgebildet. Die bis 1 Zentimeter dicken Zweige bilden kurze Seitentriebe aus. Die linealischen Blätter an den Seitentrieben werden bis 40 Millimeter lang und 4 Millimeter breit und sind fast sitzend. Die Nebenblattdornen stehen sehr dicht und werden bis 15 Millimeter lang. Sie haben eine verdickte Basis und sind zusammen mit anderen Dornen gruppiert. Jüngere Dornen sind behaart.
Der Blütenstand besteht aus endständigen und fast sitzenden Cymen. Die etwa 5 Millimeter großen Cyathophyllen stehen ausgebreitet in Büscheln und sind spitz zulaufend ausgebildet. Die Cyathien werden bis 3 Millimeter im Durchmesser groß. Die elliptischen Nektardrüsen sind gelborange gefärbt. Die stumpf gelappte Frucht erreicht 3 Millimeter im Durchmesser.

## Verbreitung und Systematik
Euphorbia rossii ist endemisch im Südwesten von Madagaskar im Mangoky-Tal verbreitet.
Die Art steht auf der Roten Liste der IUCN und gilt als gefährdet (Vulnerable).
Die Erstbeschreibung der Art erfolgte 1967 durch Werner Rauh und Günther Buchloh.